# Symphoromyia hirta
Symphoromyia hirta är en tvåvingeart som beskrevs av Johnson 1897. Symphoromyia hirta ingår i släktet Symphoromyia och familjen snäppflugor. Inga underarter finns listade i Catalogue of Life.